# 環球航空841號班機事故
環球航空841號班機（IATA：TW841；ICAO：TWA841）是一架由約翰·甘迺迪國際機場飛往明尼亞波利斯－聖保羅國際機場的波音727。1979年4月4日晚上，飛機在薩吉諾上空39000英尺巡航時，突然向下俯衝並持續向右，直到13000英尺才改平，但隨即又向上衝。機組人員立刻轉降最近的底特律都會韋恩縣機場，但在進場時飛機又險些失控，最後成功改平並迫降，全機共89人中有8人受到輕傷。

## 事發經過
晚上8時25分，飛機從約翰·甘迺迪國際機場起飛。晚上9時38分，飛機達到巡航高度39000英尺（約11890米）。晚上9時47分，機長在要拿駕駛艙左側的地圖時注意到飛機的姿態儀稍微偏右，此時自動駕駛正在控制，並持續向左打操控桿，航線也沒有要右轉的意思，但飛機好像對自動駕駛的操作沒反應，繼續向右轉，這時機長把自動駕駛解開，並改平飛機，飛機看似恢復正常。
但此時飛機又開始向右滾轉，機長立刻把方向舵踩向左邊，但飛機沒有回應。這時機長把油門放到慢車，飛機這時滾轉來到了180度，並向下俯衝，機長叫副駕駛把擾流板打開，但副駕駛這時還沒弄清楚情況，所以機長自己把擾流板打開，但沒有反應。之後機長又叫副駕駛把起落架放下來，這次副駕駛很快地把起落架放下來。突然一聲爆炸聲傳，但飛機卻慢慢地恢復控制，就在飛機即將恢復時，飛機開始向上衝，機首來到30~50度。但機長用月亮當目視參考物，在13000英尺改平。
飛機在經歷大角度俯衝後失去了A液壓系統，下半部的抗偏器失去作用，機長於是決定迫降在最近的底特律都會韋恩縣機場。
在進場時機組人員放下襟翼後，飛機又開始轉彎並失控，這時機長趕快收回襟翼避免重複剛才的滾轉失控，並決定不用襟翼降落。在降落時，飛機的起落架顯示顯示鼻輪沒放下，但經過低空飛過機場由地面人員檢查後，確認起落架皆有放下。晚上10時31分，飛機降落在底特律都會韋恩縣機場。

## 爭議的調查
美國國家運輸安全委員會（NTSB）在回收座艙通話紀錄器（Cockpit Voice Recorder，CVR）和飛行數據記錄器（Flight Data Recorder，FDR）後，發現飛行數據記錄器雖然完好，但CVR裡面發生事故時的音檔卻消失了。在一般的航程後，機組人員通常會洗掉錄音，以免內存過量。
機長事後和NTSB說他「忘記」有沒有洗掉了錄音。他是有這習慣但這次航程不記得有沒有做，而其他機組表示他們沒洗錄音、沒看到機長洗錄音。
NTSB之後在薩吉諾找到飛機的右翼7號的前緣縫翼，他們在計算機械事故的可能性極低後，推測可能是機組人員在飛行時，為了加快速度而把前緣縫翼單獨放出來，但在要收回時，7號前緣縫翼的螺絲鬆掉了，導致7號前緣縫翼收不回去，讓7號前緣縫翼獨自在外，導致飛機機翼外型不對稱，並向右滾轉、翻了180度後向下俯衝，然後在機長放下起落架時，7號前緣縫翼被強大的空氣阻力吹飛，停止了恐怖的滾轉俯衝。
在降落時,飛機要放下襟翼時，又因為前緣縫翼不對稱，導致飛機差點又滾轉失控，幸好機長反應快速即時收回襟翼，才避免悲劇重演。
另一方面，飛行員稱他們沒放前緣縫翼，並稱前緣縫翼是因為機械事故而放下。
最後在NTSB發布調查報告後，謎團就此沉入海底。

## 事後
事故後N840TW在維修後繼續服役。